# Анна Иоанновна
А́нна Иоа́нновна, А́нна Ива́новна (28 января [7 февраля] 1693 — 17 [28] октября 1740) — императрица Всероссийская с 1730 года из династии Романовых, сменившая на престоле Петра II, племянница Петра I, дочь его старшего единокровного брата Ивана V.
Средняя из трёх выживших дочерей царя Ивана V Алексеевича от его брака с Прасковьей Фёдоровной Салтыковой; племянница и крестница Петра I. 31 октября (11 ноября) 1710 года была выдана замуж своим дядей за герцога Курляндии и Семигалии Фридриха III Вильгельма. Овдовевшая всего через 2,5 месяца после свадьбы, после смерти своего  мужа в российской Кипени Анна была всё равно отправлена в Курляндию, где правила как герцогиня в течение 20 лет. После смерти своего двоюродного племянника Петра II была приглашена в 1730 году на российский престол Верховным тайным советом как монарх с ограниченными (в пользу аристократов — «верховников») полномочиями. При поддержке дворян восстановила абсолютизм, распустив Верховный тайный совет. Время её правления позднее получило название «бироновщина» по имени её фаворита Эрнста Бирона. По мнению некоторых исследователей, Анна Иоановна считается последней чистокровной русской императрицей по линии отца и матери и предпоследней Романовой по прямой линии.

## Детство
Анна Иоанновна родилась 28 января (7 февраля)  1693 года в семье царя Ивана (Иоанна) V Алексеевича и его супруги царицы Прасковьи Фёдоровны. Как и другие дети русских царей, Анна появилась на свет в Крестовой палате Теремного дворца в Московском Кремле. После смерти царя Ивана двор вдовствующей царицы Прасковьи Фёдоровны переселился из Кремля в загородную резиденцию Измайлово. В Измайлово переехали и три дочери царицы — пятилетняя Екатерина, трёхлетняя Анна и двухлетняя Прасковья.

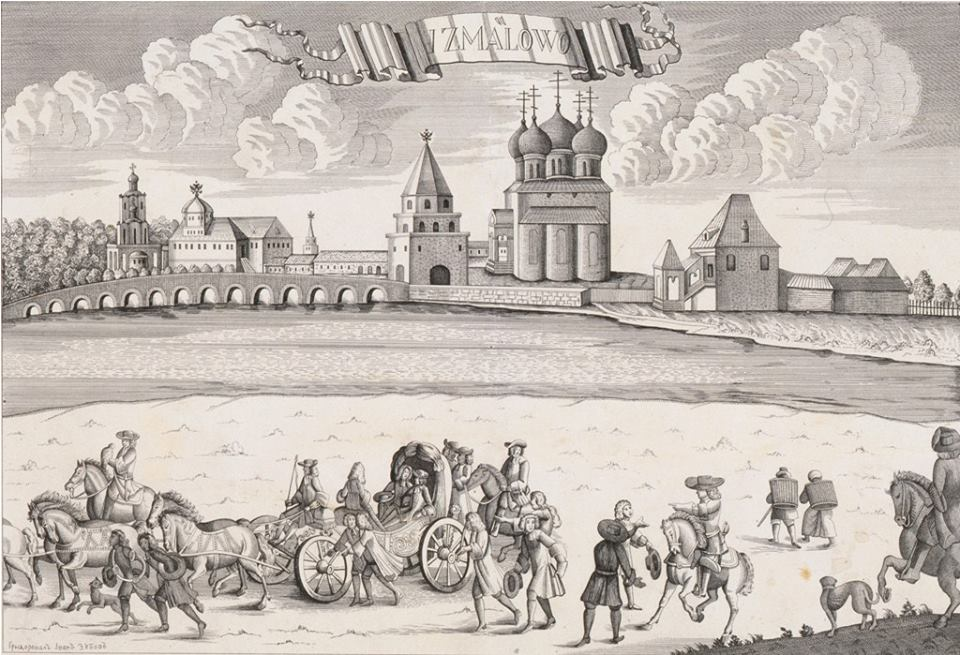
Измайлово в 1720-х годах. Слева, за мостом церковь царевича Иоасафа (домовый храм дворца) и дворец царицы Прасковьи (под куполом с двуглавым орлом)

В период пребывания вдовствующей царицы Прасковьи Фёдоровны Измайлово оставалось островком старой России, которого не затронули бурные преобразования царя Петра I. Двор вдовствующей царицы составляли две с половиной сотни стольников, штат царицыной и царевниных комнат, десятки слуг, мамок, нянек и приживалок. Со времён царя Алексея Михайловича в Измайлове было разбито опытное дворцовое хозяйство. Яблоневые, грушевые и вишнёвые сады окружали берега двадцати прудов — Просяного, Лебедевского, Серебрянского, Пиявочного и других. В прудах водились стерляди с золотыми кольцами в жабрах, которые, как замечал историк М. И. Семевский, были надеты ещё при царе Иване IV Васильевиче. В оранжереях усадьбы росли тропические растения и заморские тюльпаны. Царь Алексей Михайлович разбил в усадьбе тутовый сад и плодоносящий виноградник. Во дворце был придворный театр, в котором ставили пьесы. Посетивший усадьбу в конце XVII века немецкий путешественник И. Г. Корб оставил такое описание своего посещения усадьбы: «…следовали музыканты, чтобы гармоническую мелодию своих инструментов соединить с тихим шелестом ветра, который медленно стекает с вершины деревьев. Царица и незамужние царевны, желая немного оживить свою спокойную жизнь, которую ведут они в этом волшебном убежище, часто выходят на прогулку в рощу и любят гулять по тропинкам, где терновник распустил свои коварные ветви. Случилось, что августейшие особы гуляли, когда вдруг до их слуха долетели приятные звуки труб и флейт; они остановились, хотя возвращались уже во дворец. Музыканты, видя, что их слушают, стали играть ещё приятнее. Особы царской крови, с четверть часа слушая симфонию, похвалили искусство всех артистов».
С ранних лет царевнам преподавали азбуку, арифметику, географию, танцы, французский и немецкий языки. Учителем немецкого был Иоганн Христиан Дитрих Остерман, старший брат будущего вице-канцлера А. И. Остермана. Танцы и французский преподавал «танцевальный мастер телесного благолепия и комплиментов чином немецким и французским» француз Стефан Рамбург.
В 1708 году царь Пётр решил выписать царскую фамилию в Петербург. 20 апреля (1 мая)  1708 года под Шлиссельбургом царь торжественно встретил своего сына, 18-летнего царевича Алексея; сестёр — царевен Феодосию, Марию и Наталью; двух вдовствующих цариц — Марфу Матвеевну (вдову царя Фёдора Алексеевича) и Прасковью Фёдоровну. Вместе с царицей Прасковьей прибыли и племянницы Петра царевны Екатерина, Анна и Прасковья. Пётр под грохот пушек посадил свою семью на яхту и устроил морскую прогулку сначала до Петербурга, а потом в Кронштадт. Это пребывание царской семьи в новой столице не было долгим. Вскоре пришли известия о наступлении шведов, и царская семья вернулась в Москву. Окончательно фамилия переселилась в Петербург уже после «Полтавской виктории». В Петербурге двор царицы Прасковьи Фёдоровны поселился в специально для неё построенном дворце на Московской стороне, ближе к современному Смольному.

## Герцогиня Курляндская

### Замужество с герцогом Курляндским

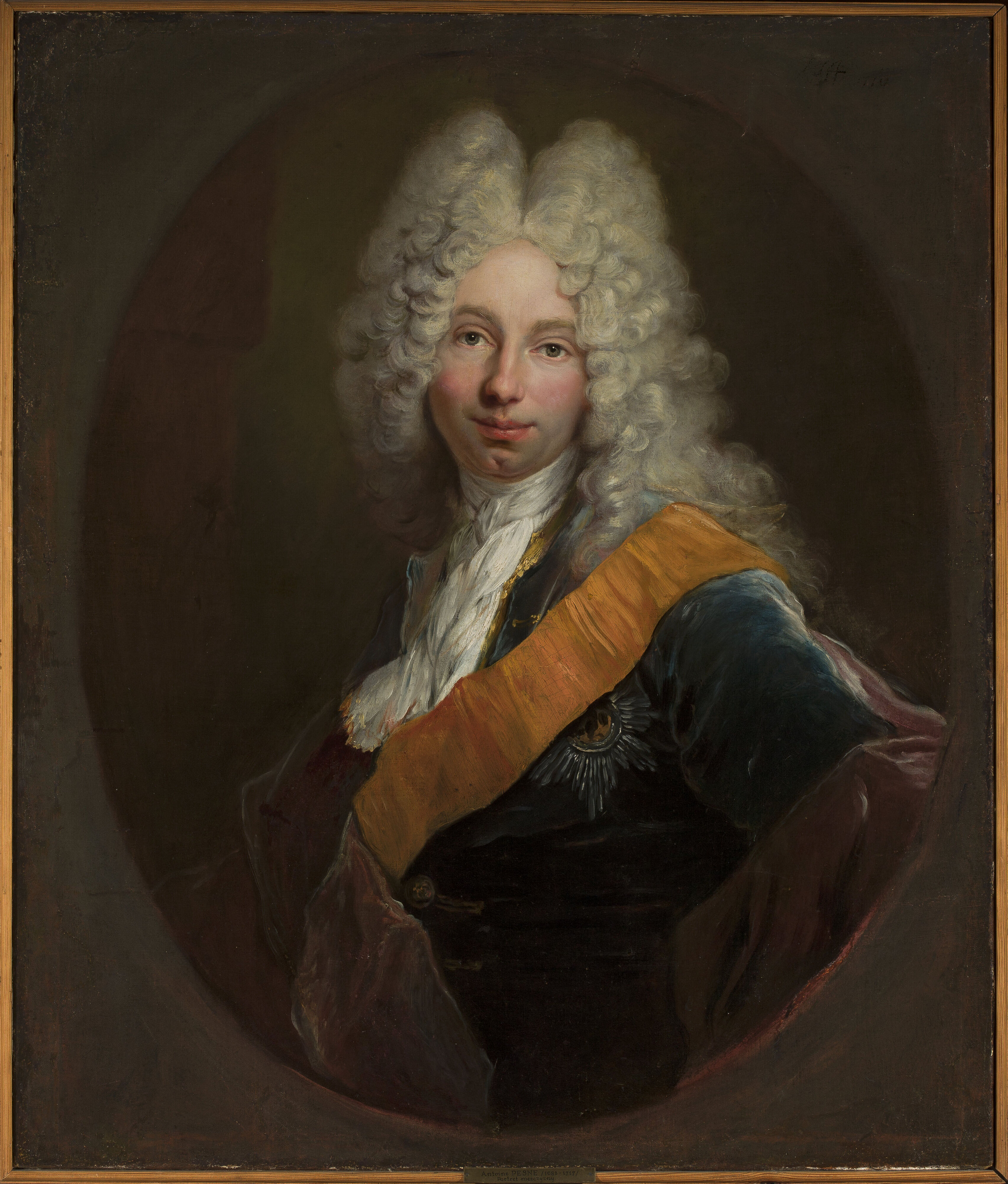
Владетельный супруг царевны Анны герцог Курляндии и Семигалии Фридрих Вильгельм

Тем временем Северная война продолжалась. Русские войска уверенно теснили шведов из Прибалтики, и царь Пётр начал задумываться про упрочение влияния России в регионе дипломатическими методами. После взятия Риги русские владения вплотную подошли к Курляндскому герцогству, находившемуся в вассальной зависимости от Речи Посполитой. Положение герцогства было сложным. После шведской оккупации герцог с 1701 года находился в изгнании в Данциге. В Речи Посполитой периодически возникали идеи о ликвидации герцогства и разделе его территории на воеводства. Дядя герцога Фридриха-Вильгельма прусский король Фридрих I тоже выжидал момент, чтобы присоединить герцогство к своим владениям. После поражения шведов Курляндия оказалась занятой уже русскими войсками, и у России появились козыри в этой игре. В октябре 1709 года Пётр I встретился с королём Фридрихом I в Мариенвердере и на волне полтавского успеха добился от короля согласия на брак юного герцога с одной из представительниц русской царской семьи. Выбор пал на потомство брата Петра царя Ивана V. Точную кандидатуру Пётр предложил выбрать самой царице Прасковье, которая назвала свою среднюю дочь — Анну.
В ответ на официальное предложение брака Анна писала своему жениху: «Из любезнейшего письма Вашего высочества, отправленного 11 июля, я с особенным удовольствием узнала об имеющемся быть, по воле Всевышняго и их царских величеств моих милостивейших родственников, браке нашем. При сём не могу не удостоверить Ваше высочество, что ничто не может быть для меня приятнее, как услышать ваше объяснение в любви ко мне. Со своей стороны уверяю ваше высочество совершенно в тех же чувствах: что при первом сердечно желаемом, с Божией помощью, счастливом личном свидании представляю себе повторить лично, оставаясь, между тем, светлейший герцог, Вашего высочества покорнейшею услужницею». Но есть основания полагать, что не всё было так радужно, как в официальном письме, причём это даже стало известно горожанам. Сохранились слова песни, которую распевали тогда в Петербурге:

Не давай меня, дядюшка, царь-государь Пётр Алексеевич, в чужую землю нехристианскую, бусурманскую,
Выдавай меня, царь-государь, за своего генерала, князь-боярина.

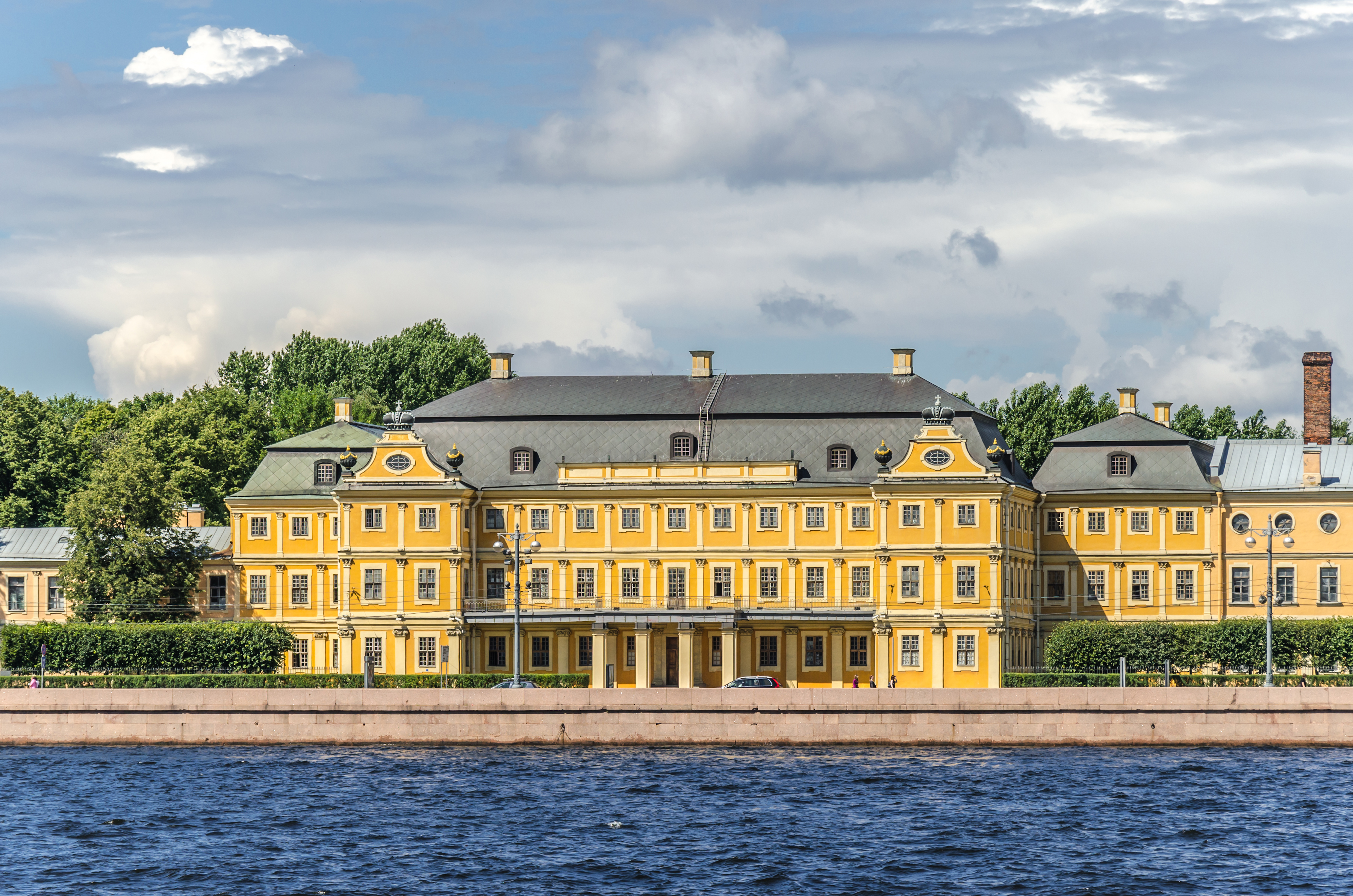
Дворец князя Меншикова, место венчания царевны Анны и герцога Фридриха-Вильгельма

Историк Е. В. Анисимов обращает внимание на чуткость народной реакции на драмы в царской семье. Песню о несчастной 17-летней девушке, которую насильно, не по любви отдают за «бусурманина», он ставит в один ряд с песнями о тяжёлой судьбе других женщин царского рода — царицы Евдокии Фёдоровны (песня «Постригись, моя немилая, построгись, моя постылая…») и царицы Марфы Матвеевны, которая лишилась мужа в юном возрасте после двух месяцев брака и 34 года до смерти оставалась вдовой («Кто не слышал слёзы царицы Марфы Матвеевны»).
Каковы бы ни были желания самой царевны Анны, воле грозного дядюшки и суровой матушки противиться было нельзя. Венчание молодых состоялось 31 октября (11 ноября) 1710 года в Петербурге, во дворце князя Меншикова, а на следующий день там же был дан царский пир. Через два месяца 8 (19) января 1711 года молодые отправились в Курляндию. Едва выехав из Петербурга в свои владения, герцог Фридрих-Вильгельм скончался в Киппингхофской мызе 10 (21) января 1711 года. Как подозревалось, герцог умер от невоздержанности в употреблении спиртного, так как накануне позволил себе состязаться в искусстве пития с самим царём Петром.

### После смерти супруга
Семнадцатилетняя вдовствующая герцогиня вернулась в Петербург, к матери. Только в 1712 году царь Пётр наконец принял решение о дальнейшей судьбе своей племянницы: она возвращалась в Курляндию. 30 июня (11 июля) 1712 года Пётр послал курляндскому дворянству именную грамоту, в которой, опираясь на заключённый перед свадьбой договор, приказал подготовить для вдовы герцога Фридриха Вильгельма резиденцию и собрать необходимые для содержания её двора деньги. Вместе с Анной в Митаву отправился П. М. Бестужев-Рюмин, которому Пётр, не надеявшийся на местное дворянство, повелел не стесняясь в средствах обеспечить доходы для содержания двора герцогини, а если будет нужно, то даже просить вооружённой помощи у рижского коменданта. Прибыв в Митаву, Анна нашла герцогский домен совершенно разорённым, а герцогский замок был настолько разграблен, что первоначально двор герцогини вынужден был ютиться в заброшенном мещанском доме. Анне пришлось самой покупать новую обстановку.

### Отношения с матерью
Отношения с матерью, царицей Прасковьей, у Анны никогда не были гладкими. Всю материнскую любовь царица всегда дарила своей старшей дочери Екатерине, а Анне доставалась суровая взыскательность. Анна даже боялась матери.
Отношения резко ухудшились, когда царица Прасковья узнала про «срамную» связь Анны с Бестужевым. Царица Прасковья обрушилась на царя Петра с требованиями отозвать Бестужева из Митавы или позволить ей самой съездить к дочери и навести там порядок. В Митаву ездил брат царицы Василий Салтыков, который сразу рассорился с Бестужевым и писал своей сестре всё самое плохое и про Бестужева и про родную племянницу.
В этот период у Анны сложились очень близкие отношения с женой Петра I, царицей Екатериной, которая покровительствовала Анне и защищала её перед матерью. Екатерина относилась к Анне с большим сочувствием и добротой. Они обменивались «весточками» и скромными подарками, вроде подаренного Анной янтарного прибора. В 1719 году Анна так писала Екатерине: «Государыня моя тётушка, матушка-царица Екатерина Алексеевна, здравствуй, государыня моя, на многие лета в купе с государем нашим батюшкой, дядюшком и с государынями нашими сестрицами! Благодарствую, матушка моя, за милость Вашу, что пожаловала изволила вспомнить меня. Не знаю, матушка моя, как мне благодарить за высокую Вашу милость, как я обрадовалась, Бог Вас, свет мой, самое так не порадует… ей-ей, у меня, краме Тебя, свет мой, нет никакой надежды. И вручаю я себя в миласть Тваю материнскую…».
Отношения с матерью у Анны оставались натянутыми вплоть до кончины царицы Прасковьи. Незадолго до смерти, осенью 1723 года, царица написала Анне какое-то очень недоброе письмо, и в ответ Анна попросила императрицу Екатерину просить царицу Прасковью о прощении. Мать смилостивилась и перед смертью простила дочь. Прасковья Фёдоровна написала дочери: «Слышала я от моей вселюбезнейшей невестушки, государыни императрицы Екатерины Алексеевны, что ты в великом сумнении якобы под запрещением или, тако реши, — проклятием от меня пребываешь, и в том нынче не сумневайся: все для вышеупомянутой Ея величества моей вселюбезнейшей государыни невестушки отпущаю вам и прощаю вас во всем, хотя в чём вы предо мною и погрешили».

### Курляндский кризис

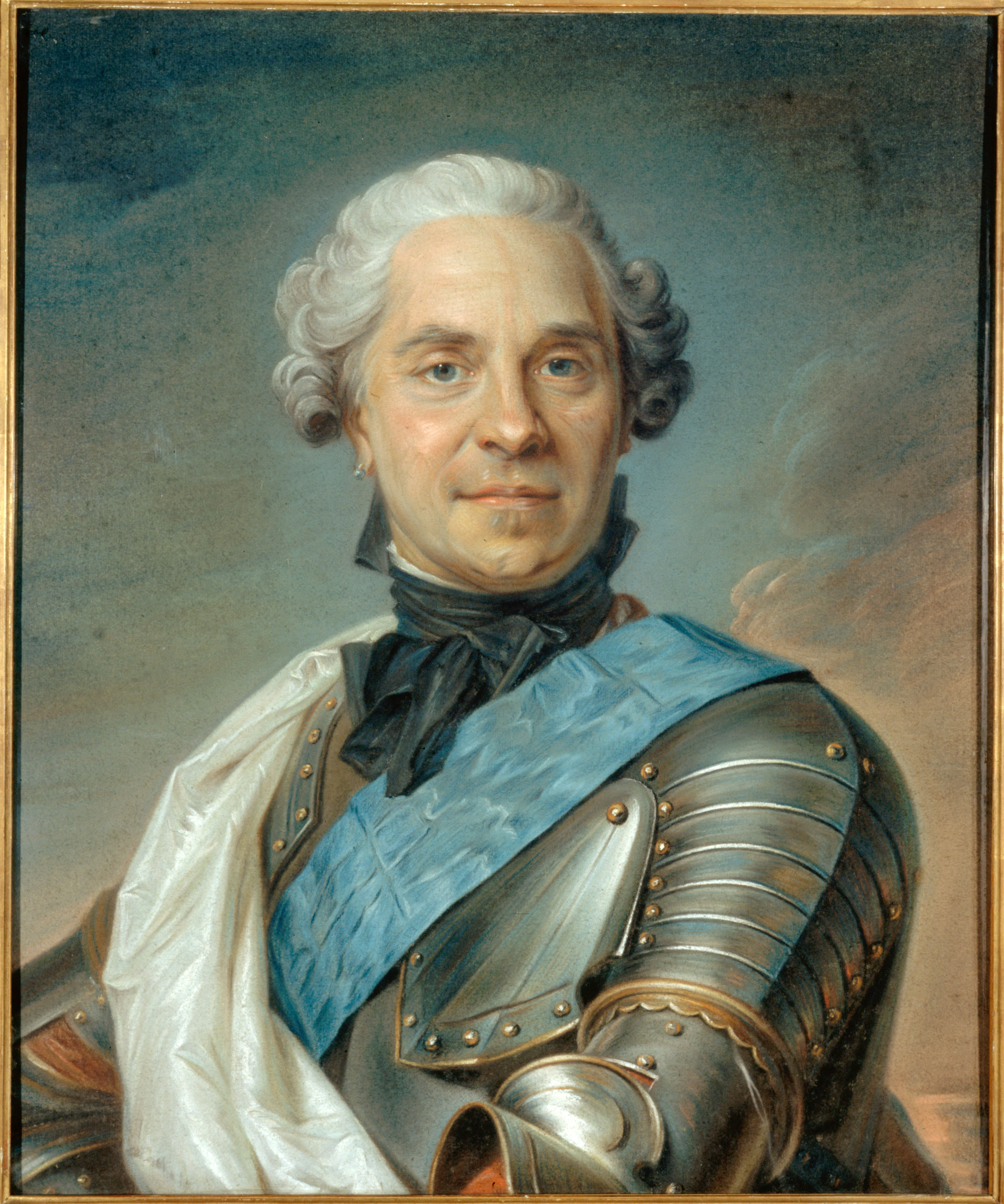
Несостоявшийся супруг герцогини Анны граф Мориц Саксонский

В 1726 году внебрачный сын польского короля и саксонского курфюрста Августа Сильного граф Мориц Саксонский решил, что службы во французской армии ему недостаточно, и стал добиваться титула герцога Курляндского.
Граф Мориц, не чуждый авантюрам, собрался одним махом решить и династические и семейные дела. Он лично явился к Анне с предложением руки и сердца. Обаятельный граф понравился молодой вдове, и она дала своё согласие на брак. Столь же успешен граф оказался и в общении с курляндским дворянством. 18 (29) июня 1726 года курляндские дворяне выбрали графа новым герцогом, а герцога Фердинанда, который продолжал находиться в Данциге и не показывался в Курляндии, лишили трона.
Когда Анна узнала, что в Курляндию со специальным поручением от императрицы Екатерины едет светлейший князь Александр Меншиков, она решила, что настал её день. Как писал потом сам Меншиков, Анна, «приказав всех выслать и не вступая в дальние разговоры, начала речь о известном курляндском деле с великою слёзною просьбою, чтоб в утверждении герцогом Курляндским князя Морица и по желанию о вступлении с ним в супружество мог я исхадатайствовать у Вашего величества милостивейшее позволение, представляя резоны: первое, что уже столько лет как вдовствует, второе, что блаженные и вечно достойные памяти государь император имел о ней попечение и уже о её супружестве с некоторыми особами и трактаты были написаны, но не допустил того некоторый случай».
Но Меншиков не был настроен помогать Анне. Авантюра Морица Саксонского встревожила Россию, Пруссию и Австрию. Избрание сына польского короля герцогом нарушало баланс сил в регионе, а усиления влияния Саксонского дома в Речи Посполитой не желал никто. Кроме этого, князь Меншиков возжелал сам стать герцогом. Как сообщал Меншиков, Анна, узнав расклад, сникла и сказала, что ей больше всего хочется, чтобы герцогом стал сам Меншиков. На самом деле Анна не собиралась сдаваться. Она приказала заложить экипаж и помчалась в Петербург, искать защиты у «матушки-заступницы» государыни императрицы Екатерины Алексеевны. Но в этот раз императрица не могла помочь Анне: интересы империи были превыше всего.
«Курляндский кризис», как эти события стали называть в историографии, вскоре завершился изгнанием графа Морица из Курляндии, но и Меншиков не добился своего избрания.

### Эрнст Иоганн Бирон
Курляндский кризис негативно сказался на положении герцогини Анны. Разозлённое курляндское дворянство постановило урезать и без того скудное финансирование двора герцогини. В 1727 году Анна получила ещё один удар. Меншиков, раздосадованный тем, что не получил герцогства, возложил всю вину на Петра Бестужева, который, по его мнению, сильно постарел и изнежился под боком у герцогини. В июне 1727 года Бестужева решили отозвать из Митавы. Бестужев уже много лет делил ложе с Анной, и тут она не выдержала. Сохранилось 26 писем Анны, написанных с июня по октябрь 1727 года. В них Анна настаивала, требовала, просила и умоляла не забирать у неё Бестужева.
Иногда историки с осуждением относятся к привязанности Анны к Бестужеву, который был старше её на 29 лет. По наблюдению историка Е. В. Анисимова, Анна никогда не была любострастна. Женщина простая, незатейливая, она всю вдовью жизнь мечтала только о защите, поддержке, которые мог дать ей муж. Именно такой опорой и стал для неё Бестужев, которому Анна прощала и тяжёлый характер, и даже непомерный блуд. Как доносили из Митавы, Бестужев «фрейлин водит зо двора и им детей поробил».
Анна убивалась до осени, но к октябрю её сердце занял новый возлюбленный, как оказалось, уже на всю жизнь. Это был Эрнст Иоганн Бирон. 28-летний курляндский дворянин Эрнст Бирон поступил на службу в канцелярию вдовствующей герцогини в 1718 году. Он никогда не был конюхом Анны, как иногда утверждали, скоро стал управляющим одного из имений, а в 1727 году полностью заменил Бестужева.
Ходили слухи, что младший сын Бирона Карл Эрнст (родился 11 октября 1728 года) являлся на самом деле его сыном от Анны. Никаких прямых доказательств этому нет. Существуют только косвенные свидетельства, говорящие о большой привязанности Анны к этому ребёнку. Когда Анна Иоанновна отправилась в январе 1730 года из Митавы в Москву на царство, она взяла Карла Эрнста с собой, хотя сам Бирон с семейством остался в Курляндии. Анна была настолько привязана к ребёнку, что он до возраста десяти лет постоянно спал в кроватке, которую ставили ему в опочивальне императрицы.

## Вступление на престол

### По воле Верховного тайного совета
19 (30) января 1730 года в Лефортовском дворце скончался император Пётр II. Смерть юного императора стала тяжёлым ударом по клану князей Долгоруких, которые к этому времени достигли пика своего могущества. Именно на 19 (30) января была назначена свадьба императора и княжны Екатерины Алексеевны Долгоруковой, что должно было окончательно закрепить власть рода Долгоруковых в России, но за день до свадьбы всем стало ясно, что император умирает. В отчаянной попытке удержать власть Долгоруковы решились на подделку завещания императора. По их замыслу, князь Иван Алексеевич Долгоруков, бывший близким другом монарха, должен был подать императору на подпись составленное Долгоруковыми завещание, по которому права на престол передавались невесте императора, княжне Екатерине Долгоруковой. Во исполнение этого плана князь Иван всю ночь не отходил от постели умирающего, но император умер не приходя в сознание. Тогда Долгоруковы решились на крайний шаг — они подделали подпись императора.

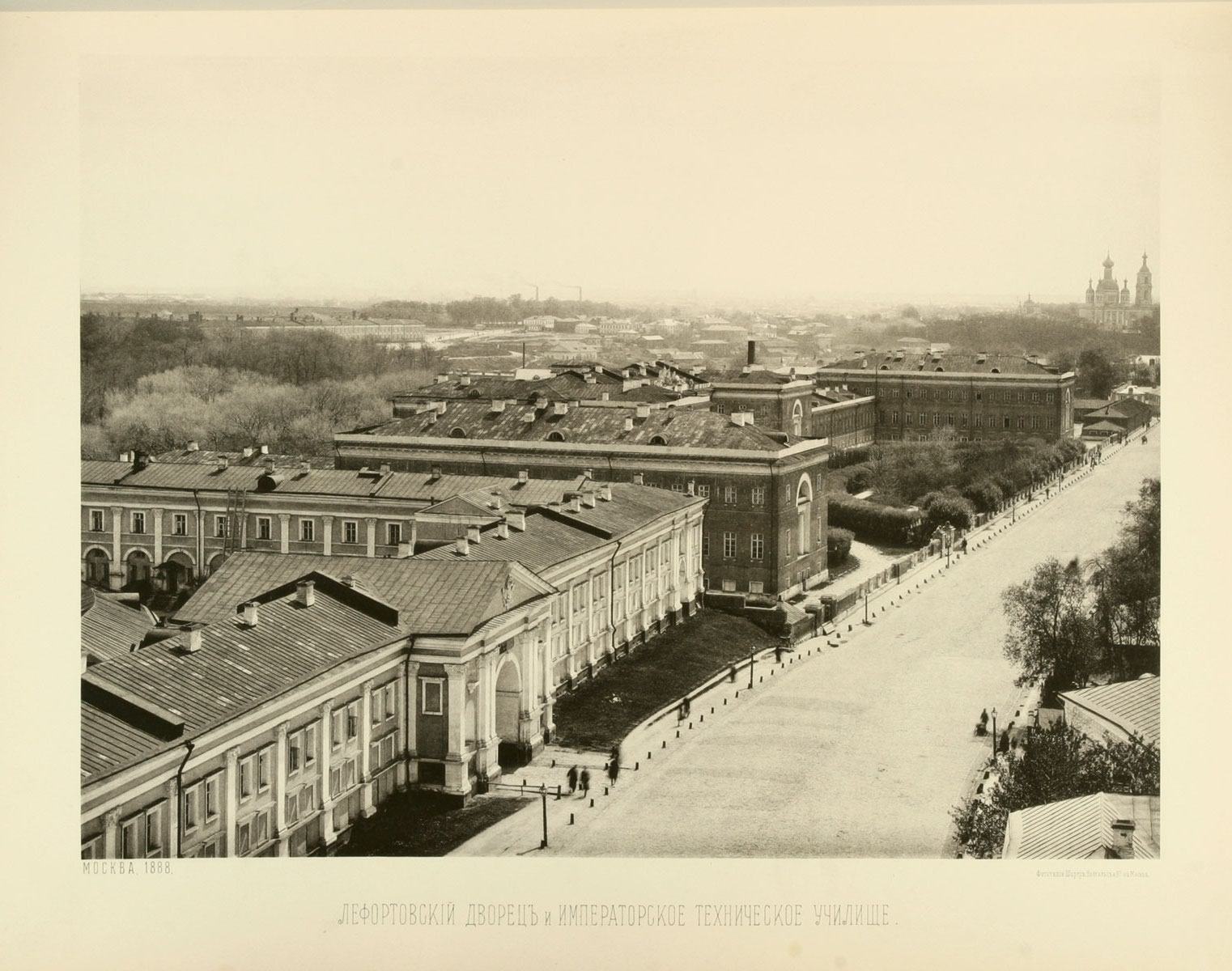
Лефортовский дворец, где у одра почившего императора Петра II решилась судьба Анны Иоанновны

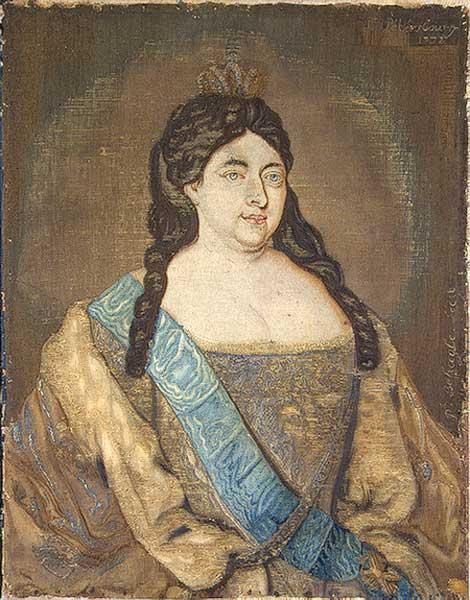
Портрет Анны Иоанновны на шёлке. 1732 г.

Сразу после смерти Петра II члены Верховного тайного совета собрались в «особую камору», рядом с покоями монарха, и заперлись на ключ. Их было четверо: канцлер граф Гавриил Иванович Головкин, князь Дмитрий Михайлович Голицын и князья Алексей Григорьевич и Василий Лукич Долгоруковы. Кроме того, на совещание были приглашены князь Михаил Владимирович Долгоруков, князь Василий Владимирович Долгоруков и князь Михаил Михайлович Голицын. Вице-канцлер барон Андрей Остерман, несмотря на настойчивые приглашения, хотя и находился во дворце, уклонился от обсуждения.
Главную роль в Совете уже давно играли два человека — честолюбивый и тщеславный князь Алексей Григорьевич Долгоруков и князь Дмитрий Михайлович Голицын. На правах старшего заседание открыл князь Дмитрий Голицын. Долгоруковы сразу предъявили поддельное завещание, но были просто осмеяны Голицыными, и весь план Долгоруковых рухнул.
Императрица Екатерина I, передавая трон 12-летнему Петру Алексеевичу, прозорливо предусмотрела и возможность смерти императора до достижения совершеннолетия. Пункт восьмой Тестамента императрицы от апреля 1727 года гласил: «Ежели великий князь без наследников преставитьца, то имеет по нём (право наследования) цесаревна Анна со своими десцендентами (потомками), по ней цесаревна Елизавета и ея десценденты…». Таким образом, 19 (30) января 1730 года наследником престола мог оказаться младенец Карл Пётр Ульрих, принц Голштинский (будущий император Пётр III), однако тот не был православным, а согласно завещанию Екатерины I «никто никогда Россійскимъ Престоломъ владѣть не можетъ, который не Греческаго закона». Наследником престола стала Елизавета Петровна. Верховный тайный совет в 1727 году признал Тестамент Екатерины, но в январскую ночь 1730 года Совет, состоявший из природных русских аристократов, решил забыть про завещание какой-то «лифляндской портомои».
Инициативу на заседании взял князь Дмитрий Голицын, который предложил обратиться к потомству царя Ивана V: «Поскольку мужская линия этого дома полностью прервалась в лице Петра II, нам ничего не остаётся, как обратиться к женской линии и выбрать одну из дочерей царя Ивана — ту, которая более всего нам подойдёт». Голицын сам назвал и имя новой государыни. По его мнению, самым подходящим кандидатом была вдовствующая герцогиня Курляндская Анна: «Она ещё в брачном возрасте и в состоянии произвести потомство, она рождена среди нас и от русской матери, в старой хорошей семье, мы знаем доброту её сердца и прочие её прекрасные достоинства, и по этим причинам я считаю её самой достойной, чтобы править нами».

### «Затейка Верховников»
Кандидатура Анны Иоанновны, уже долго пребывавшей в Курляндии и почти не имевшей влияния в России, нашла поддержку у всех членов Совета, которые встретили предложение Голицына криками «Виват наша императрица Анна Иоанновна!». В это время, услышав радостные крики, в комнату поспешил вице-канцлер барон Андрей Остерман, начавший стучать в двери, тоже крича «Виват!». Об этом решении он вскоре пожалел. Когда Верховники впустили его и усадили за стол, оказалось, что князь Дмитрий Голицын ещё не закончил свою речь. Голицын предложил то, что сначала вызвало изумление у всех присутствующих. Он предложил ограничить власть императрицы, «набросить намордник на спящего тигра» и «воли себе прибавить». Опытный дипломат князь Василий Лукич Долгоруков поначалу выразил сомнение, спросив Голицына: «Хоть и зачнём, да не удержим?» «Право, удержим!» — заявил Голицын и сразу предложил оформить ограничение власти императрицы специальными пунктами — «Кондициями». Согласившись с Голицыным, Верховники попытались уговорить Остермана составить текст, но осторожный Остерман отказался, сославшись на то, что он человек пришлый и не ему в такие важные дела вмешиваться. За ночь члены Совета всё-таки закончили черновик и разъехались по домам. На утро в Мастерской палате Кремля было назначено чрезвычайное собрание всех высших чинов государства.
Утром на собрании в Кремле члены Совета объявили собравшимся про избрание Анны, «не воспоминая никаких к тому кондиций и договоров, но просто требуя народного согласия», которое они и получили с «великой радостью». План был прост: Верховники собирались подписать Кондиции у Анны, ссылаясь на волю «общества», а потом представить это «обществу» как свершившийся факт. По существу, Верховный тайный совет задумал олигархический переворот, в результате которого вся власть должна была сосредоточиться в руках представителей двух аристократических «фамильных» родов. Для усиления своих позиций Верховники даже сами ввели в состав Совета двух новых членов — фельдмаршалов князей Василия Владимировича Долгорукова и Михаила Михайловича Голицына. В ночь на 20 января делегация Верховного тайного совета в составе князя Василия Лукича Долгорукова, князя Михаила Михайловича Голицына Младшего и Михаила Ивановича Леонтьева выехала в Митаву.
Стараясь обеспечить максимальную тайну, Верховный тайный совет приказал всем заставам всех пускать и никого не выпускать из Москвы. Секретность была такой, что даже не послали в города извещения о смерти императора Петра II. Но сохранить тайну не удалось: вслед за делегацией Верховников в Митаву отправились три гонца — от Павла Ягужинского, графа Рейнгольда Лёвенвольде (за которым стоял Остерман) и Феофана Прокоповича. Гонцы стремились известить герцогиню про коварную «затейку» Верховного тайного совета. Раньше всех, опередив Верховников, в Митаву прибыл гонец от Лёвенвольде.
28 января (8 февраля) Анна подписала «Кондиции», согласно которым без Верховного тайного совета она не могла объявлять войну или заключать мир, вводить новые подати и налоги, расходовать казну по своему усмотрению, производить в чины выше полковника, жаловать вотчины, без суда лишать дворянина жизни и имущества, вступать в брак, назначать наследника престола. Отъезд новой императрицы в Москву был назначен на 29 января (9 февраля), а вперёд был послан генерал-майор Михаил Леонтьев, который вернулся в Москву 1 (12) февраля. Но вернулся Леонтьев уже не в тот город, из которого выезжал. «Затейка Верховников» оказалась секретом Полишинеля, который просто взорвал общество. Сразу после объявления о провозглашении Анны императрицей дворяне стали сплачиваться в кружки, которые собирались тайно по ночам. В своём стремлении к власти Верховники решили не считаться не только с интересами дворянства (шляхетства), но и с интересами ряда представителей крупной родовой аристократии. Так, богатейший человек России князь Алексей Черкасский и фельдмаршал князь Иван Трубецкой, хотя и находились 19 января в Лефортовском дворце, но приглашены на Совет не были. Как вспоминал про это время Феофан Прокопович: «Куда ни придёшь, к какому собранию ни пристанешь, не ино что было слышать, только горестныя нарекания на осмеричных оных затейников (восемь членов Верховного тайного совета) — все их жестоко порицали, все проклинали необычайное их дерзновение, ненасытное лакомство и властолюбие». Постепенно оформились две основные группы — сторонников дворянских (шляхетских) вольностей (князь Черкасский, Татищев и другие) и сторонников восстановления абсолютной власти монарха (князья Кантемир, Трубецкой, Юсупов и другие).
2 (13) февраля в Кремле открылось расширенное заседание Совета, куда по особым повесткам были приглашены высшие чиновники и военные «по бригадира». На заседании были зачитаны письмо Анны и Кондиции. В письме Анна сообщала: «пред вступлением моим на российский престол, по здравому разсуждению, изобрели мы запотребно … какими способы мы то правление вести хощем, и, подписав нашею рукою, послали в Верховный тайный совет». Когда Кондиции зачитали, то в зале наступило неловкое молчание. Как вспоминал Феофан Прокопович, «которые вчера великой от сего собрания пользы надеялись, опустили уши, как бедные ослики, шептания во множестве оном пошумливали, а с негодованием откликнуться никто не посмел, и нельзя было не бояться, понеже в палате оной, по переходам, в сенях и избах многочинно стояло вооружённого воинства, и дивное было всех молчание, сами господа верховные тихо нечто один с другим пошептывали и, остро глазами посматривая, притворялись, будто бы и они, яко неведомой себе и нечаянной вещи, удивляются». Тогда князь Дмитрий Голицын попытался расшевелить собрание. Он громко и восторженно заявил, что это сам Господь подвигнул Анну на благое дело, что все присутствующие, «как дети отечества, будут искать общей пользы и благополучия государству». Но собрание продолжало молчать. В этот момент вперёд вышел князь Черкасский, который потребовал, «чтоб ему и прочей братии дано было время поразсуждать о том свободно». Верховники согласились, рассудив, что так, в разговорах, удастся «выпустить пар» в обществе.
Узнав о тайных сборах дворян, члены Верховного тайного совета начали угрожать непослушным репрессиями. 3 (14) февраля даже был арестован бывший генерал-прокурор Павел Ягужинский, но инициатива уходила из рук Совета. На 6 (17) — 7 (18) февраля члены Совета собирались представить собранию проект государственного устройства, разработанный князем Дмитрием Голицыным, но уже 5 (16) февраля в Совет был подан проект, разработанный в кружке Черкасского-Татищева. Этот проект был разработан Василием Никитичем Татищевым. Человек незаурядный и образованный, Татищев представил проект более основательный, целостный и проработанный, чем проект Голицына. Верховный тайный совет оказался в тяжёлом положении. Представить свой проект, уступавший проекту Черкасского-Татищева, они уже не могли, а принять «шляхетский» проект было равносильно капитуляции, так как он лишал их власти. В результате Верховники решили просто заболтать проект, выдвинув предложение, что проекты могут представить и другие дворянские кружки, которых в столице уже образовалось много. Они надеялись, что это внесёт раскол в дворянское движение и всё просто потонет в спорах. Надежды Верховников не оправдались, и к 15 (26) февраля, когда императрица прибыла в Москву, они уже утратили инициативу.
10 (21) февраля Анна прибыла в подмосковное село Всесвятское. Выполняя решения Совета, князь Василий Лукич Долгоруков, сопровождавший императрицу, вёз Анну как пленницу. Он всю дорогу находился с ней в санях, а по прибытии во Всесвятское не давал возможности ей остаться наедине со своими подданными. Судя по всему, Верховники собирались держать Анну под «домашним арестом» вплоть до прибытия в Москву, где сразу собирались короновать её по сценарию Совета. Но изолировать Анну не удалось. Во Всесвятское явились сестры императрицы, герцогиня Мекленбургская Екатерина Иоанновна и царевна Прасковья Иоанновна. От сестёр Анна узнала про царившие в столице настроения и воодушевилась. Через сестёр и своих родственников Салтыковых Анна наладила переписку с дворянскими кружками и Остерманом, который всё время кризиса назывался больным и не выходил из дома. В результате контактов с дворянством Анна осознала, что в городе много её сторонников, что её ждут и на неё надеются.
15 (26) февраля Анна Иоанновна торжественно въехала в Москву, где войска и высшие чины государства в Успенском соборе присягнули государыне. В новой форме присяги некоторые прежние выражения, означавшие самодержавие, были исключены, однако не было и выражений, которые бы означали новую форму правления, и, главное, не было упомянуто о правах Верховного тайного совета и о подтверждённых императрицей условиях. Перемена состояла в том, что присягали государыне и отечеству. Прибыв в Москву, Анна окончательно убедилась, что её поддерживают значительные силы, а самое главное — императорская гвардия была полностью на стороне Анны.

### Самодержавная императрица
Брожение умов в столице продолжалось. Все «прожекты» дворянских кружков наталкивались на противодействие Верховного тайного совета, среди самих прожектёров усиливались внутренняя борьба и распри. В этих условиях всё большую силу приобретали сторонники восстановления абсолютной монархии, имевшие ясную цель — восстановление самодержавной власти бесспорного кандидата на престол — Анны Иоанновны.
23 февраля (6 марта) сторонники самодержавия собрались в доме князя Ивана Фёдоровича Барятинского и составили челобитную к Анне с требованием ликвидации Совета, восстановления самодержавия, уничтожения Кондиций и восстановления власти Сената. После составления челобитной князь Антиох Кантемир отправился к князю Черкасскому с предложением поддержать челобитную. Кружок Черкасского-Татищева не собирался восстанавливать абсолютную монархию, но решил поддержать абсолютистов.
25 февраля (8 марта) 1730 года наступила развязка исторической драмы. Князь Черкасский во главе большой группы дворян явился во дворец и подал Анне челобитную, подписанную 87 дворянами. Челобитную зачитал Татищев. Выражая благодарность Анне за подписанные Кондиции, дворяне выразили беспокойство, что «в некоторых обстоятельствах тех пунктов находятся сумнительства такия, что большая часть народа состоит в страхе предбудущаго беспокойства». Дворяне просили Анну созвать специальный совет для рассмотрения и анализа всех пунктов. Такая челобитная вызвала ярость у членов Верховного тайного совета. Князь Василий Лукич Долгоруков набросился на князя Черкасского с обвинениями, между ними завязалась словесная перепалка. В это время в залу вошла сестра императрицы Екатерина с чернильницей в руках и потребовала у Анны немедленно наложить резолюцию на челобитную. Анна начертала на челобитной: «Учинить по сему». После этого дворяне удалились в соседние покои для совещания, а Анна пригласила членов Верховного тайного совета на обед. Верховники не могли отказать императрице и оказались изолированы, не имея возможности выработать ответ на возникшие обстоятельства.

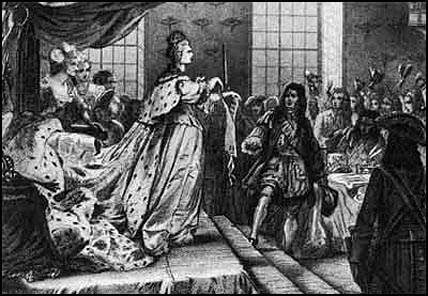
Анна Иоанновна разрывает Кондиции

В это время в «бой» вступила императорская гвардия, которая по личному приказу императрицы охраняла в этот день императорские покои. Руководил гвардейцами генерал-лейтенант гвардии подполковник Семён Салтыков. Как описывал события испанский посол де Лириа, «офицеры гвардии и другие, находившиеся в большом числе, и в присутствии царицы начали кричать, что они не хотят, чтобы кто-нибудь предписывал законы их государыне, которая должна быть такою же самодержавною, как и её предшественники. Шум дошёл до того, что царица была принуждена пригрозить им, но они все упали к её ногам и сказали: „Мы, верные подданные Вашего величества, верно служили вашим предшественникам и пожертвуем нашу жизнь на службу Вашему величеству, но не можем терпеть тирании над Вами. Прикажите нам, Ваше величество, и мы повергнем к Вашим ногам головы тиранов!“».
В этот момент фельдмаршал князь Иван Трубецкой подал императрице новую челобитную, которую зачитал князь Антиох Кантемир. Челобитная просила императрицу восстановить самодержавную власть и была подписана 166 дворянами. Императрица приказала подать ей челобитную и Кондиции «и те пункты Ея Величество при всем народе изволила, приняв, изодрать». Подполковник Салтыков во главе гвардии провозгласил императрицу самодержавной государыней. То же сделало и дворянство.
План Верховного тайного совета рухнул. Как замечает современник про присутствовавших Верховников: «Счастье их, что они тогда не двинулись с места; если б они показали хоть малейшее неодобрение приговору шляхетства, гвардейцы побросали бы их за окно».
1 (12) марта 1730 года народ вторично принёс присягу императрице Анне Иоанновне на условиях полного самодержавия.

## На российском престоле

### Внутренняя политика

#### Борьба придворных партий, или «Свалить Остермана»
Несмотря на восстановление самодержавия, первоначально положение Анны оставалось сложным. У неё не было собственной «партии» — оформленной политической силы, на которую она могла опереться. Ближайшее окружение императрицы было сначала достаточно неопределённым и аморфным. На первых порах большую роль играли представители аристократии, выступившие за восстановление абсолютизма, и ближайшие родственники императрицы. Так, московским генерал-губернатором был назначен дядя императрицы Василий Салтыков. В Сенат были введены: родственник императрицы Семён Салтыков, отличившийся при провозглашении самодержавия; дядя — князь Иван Ромодановский; зять — морганатический супруг царевны Прасковьи Иван Дмитриев-Мамонов. Фельдмаршал князь Иван Трубецкой, чья лояльность не вызывала сомнений, был назначен командующим войсками, расквартированными в центральных областях империи. Его брат, князь Юрий Трубецкой, подписавший челобитную о восстановлении самодержавия, был введён в Сенат. Из так называемой «немецкой придворной партии» в начале в наличии были только два человека — Рейнгольд Лёвенвольде и Андрей Остерман.
Продолжительное время, с 1730 до 1732 года, при дворе шла борьба придворных группировок за влияние на императрицу. Большое влияние на внутренние дела стал оказывать вице-канцлер Остерман, который стал ближайшим советником императрицы. Вскоре ко двору были вызваны Бирон, получивший чин обер-камергера двора, граф Карл Лёвенвольде и Бурхард Миних. Усиление влияния на императрицу со стороны Остермана вызвало противодействие со стороны русской аристократии, составившей заговор с целью «свалить Остермана», но направленный и на всю «немецкую группировку». Первоначально против влияния Остермана интриговали и Бирон с Лёвенвольде, что даже заставило Остермана попытаться найти компромисс с аристократами, но сплочение «русской группировки» заставило их объединиться.
«Немцам» удалось привлечь на свою сторону князя Черкасского и Ягужинского, который был вновь назначен генерал-прокурором Сената, а последовавшая 10 (21) декабря 1730 года смерть князя Михаила Голицына, лишившая аристократов одного из самых влиятельных своих сторонников, вместе с другими обстоятельствами окончательно привела к поражению «русской группировки».
Тем не менее борьба при дворе продолжалась почти два года и закончилась победой «немецкой партии», но самой партии так и не сложилось. Отсутствие угрозы со стороны сразу привело к обострению разногласий, катализатором которых стал Миних, рассорившийся и с Бироном, и с Остерманом, и с Лёвенвольде. В 1733 году Бирон и Остерман избавились от надоедливого фельдмаршала, добившись его назначения командующим в Польшу. Бирон постарался ослабить и влияние клана Лёвенвольде: граф Карл был отправлен полномочным министром в Варшаву, а потом в Вену. Бирон старался продвигать при дворе свои креатуры, не обращая внимания на их национальность. По протекции Бирона обер-шталмейстером стал князь Александр Куракин, а обер-егермейстером — Артемий Волынский, входившие в ближайшее окружение фаворита.

#### Внутриполитическая программа царствования Анны Иоанновны
Внутриполитическая программа царствования новой императрицы была сформулирована в шести именных указах от 1 (12) июня 1730 года: «Об учреждении комиссии для рассмотрения состояния армии, артиллерии и фортификации и исправления оных»; «Об учреждении Комиссии для сочинения штата коллегиям и канцеляриям»; «О решении дел судьями по чистой совести, согласно с данною присягою, несмотря на лица сильных (О Правосудии)»; «О немедленном окончании начатого Уложения…»; «О разделении Сената на департаменты и назначении каждому особого рода дел»; «О подаче Ея Императорскому Величеству в каждую субботу двух рапортов».
Программа сводилась к пяти основным моментам:
1. Возможная реформа армии в связи с необходимостью сокращения расходов на неё с целью снижения налогов на крестьянство и решения военных проблем.
2. Пересмотр штатов государственных учреждений, направленный на рационализацию и упорядочение их работы с вероятной целью определения общей суммы расходов на них и возможного её сокращения.
3. Декларация необходимости справедливого и равного суда.
4. Продолжение работы над составлением нового Уложения.
5. Реформа Сената.

Сама программа прямо исходила из проблем, возникших в предыдущие царствования. Содержание вопросов, поднятых в программе, показывает, что на неё оказали влияние как нереализованные проекты Петра I, так и вопросы, которые были поставлены в царствование Екатерины I, но не были решены. Так, в манифесте Екатерины I от 9 (20) января 1727 года были поставлены вопросы бедственного положения крестьян, обременённых налогами, излишне сложном государственном аппарате, отсутствия правовой защиты крестьян. Манифест предполагал сокращение расходов на армию, перераспределение бюджетных статей, оздоровление бюджета за счёт развития производства и торговли, сокращение государственного аппарата и совершенствование законодательства.

#### Восстановление Правительствующего Сената
Манифестом 4 (15) марта 1730 года императрица Анна объявила о роспуске Верховного тайного совета и восстановлении власти Правительствующего Сената в составе 21 сенатора. Это было прямым отражением дворянских требований, изложенных во второй челобитной, поданной 25 февраля (8 марта) 1730 года. Правда, императрица не стала соблюдать второй пункт этой челобитной, просивший разрешить дворянству выборы сенаторов, губернаторов и президентов коллегий. Сенат был восстановлен на основе петровских указов о статусе Сената.
Почти все новые сенаторы активно участвовали в событиях, связанных с попыткой ограничения власти императрицы. В состав Сената вошли и 6 представителей бывшего Верховного тайного совета. Персональный состав Сената говорит о том, что Анна и её окружение стремились установить компромисс с прежней чиновной верхушкой, аристократией и противоборствующими партиями, образовавшимися на волне дворянского движения начала года.

#### Реформа флота

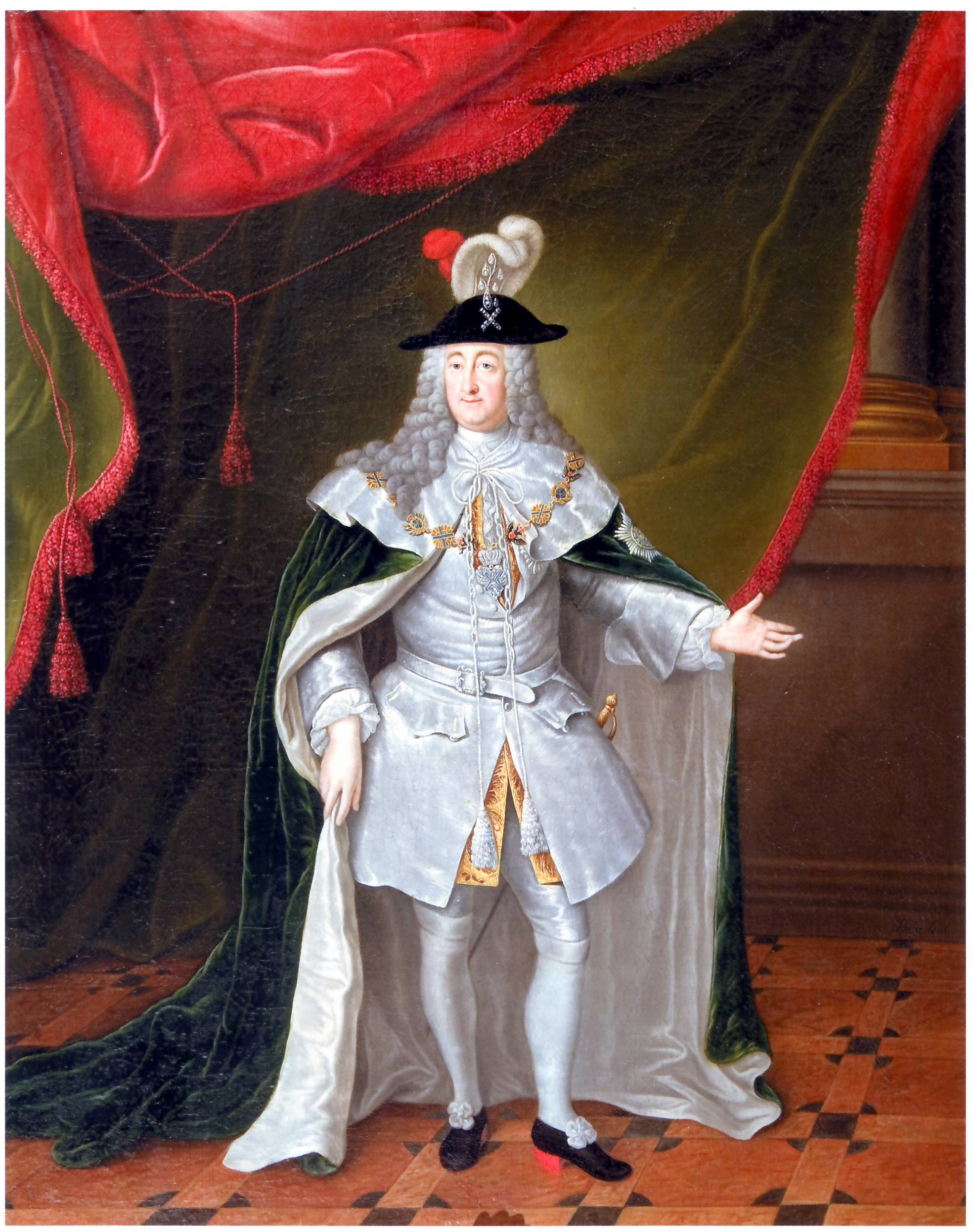
Вице-канцлер граф Андрей Иванович Остерман

Уже в последние годы правления Петра I начинают снижаться темпы кораблестроения. В последние годы царствования Петра закладывалось не более 1-2 линейных кораблей в год, а необходимое количество для поддержания штатного состава было 3 корабля в год. Резко ухудшилось положение в кораблестроении после смерти Петра. В период с 1727 по 1730 годы не было заложено ни одного корабля. В 1727 году в составе флота насчитывалось 15 боеготовых линейных кораблей (из 50 числившихся в составе флота) и 4 боеготовых фрегата (из 18 числившихся). В правление Петра II резко снизилась интенсивность боевой подготовки экипажей флота. В апреле 1728 года император на заседании Верховного тайного совета приказал, чтобы из всего флота выходили в море только четыре фрегата и два флейта, а ещё пять фрегатов были готовы к крейсированию. Остальные корабли должны были оставаться в портах для «сбережения казны».
На конец 1731 года в составе корабельного флота числилось 36 линейных кораблей, 12 фрегатов и 2 шнявы, но полностью боеспособными были только 30 % от штатного числа линейных кораблей, ещё 18 % могли действовать на Балтике только в самое благоприятное время года, без штормов. Всего Россия могла вывести в море 8 полностью боеспособных линейных кораблей и 5 в ближнее плавание на Балтике. Выбыли из строя все корабли крупных рангов — 90, 80, 70-пушечные. Боеспособными и частично боеспособными оставались только один 100-пушечный корабль, пять 66-пушечных и семь 56—62-пушечных.
По восшествии на престол и упразднении Верховного тайного совета императрица Анна Иоанновна первыми своими указами обратилась к проблеме восстановления флота. 21 июля (1 августа) 1730 года императрица издала именной указ «О содержании галерного и корабельного флотов по регламентам и уставам», в котором «наикрепчайше подтверждалось Адмиралтейств-коллегии, чтобы корабельный и галерный флот содержаны были по уставам, регламентам и указам, не ослабевая и не уповая на нынешнее благополучное мирное время».
В декабре 1731 года императрица распорядилась возобновить на Балтийском флоте регулярные учения с выходом в море, дабы «иметь сие и людям обучение и кораблям подлинной осмотр, ибо в гавани такелаж и прочее повреждение невозможно так осмотреть, как корабль в движении». В январе (феврале по н. с.) 1731 года на Адмиралтейских верфях был заложен новый 66-пушечный корабль «Слава России», ещё два корабля были заложены в феврале и марте 1732 года.
В 1732 году под председательством вице-канцлера графа Андрея Остермана для реформы флота была учреждена Воинская морская комиссия, в состав которой вошли вице-адмирал граф Николай Головин, вице-адмирал Наум Сенявин, вице-адмирал Томас Сандерс, контр-адмирал Пётр Бредаль и контр-адмирал Василий Дмитриев-Мамонов. Комиссией была сформулирована первая военно-морская доктрина России, произведена реформа управления, введены новые штаты флота. По штату 1732 года основными в корабельном флоте стали 66-пушечные корабли, которые должны были составлять 59,3 % состава флота.
В августе 1732 года было принято решение, которое сыграло огромную роль в развитии флота и кораблестроения. Воинская морская комиссия представила императрице доношение о восстановлении закрытого в 1722 году Архангельского порта и военного кораблестроения на Соломбале. Соломбальская верфь стала второй основной строительной базой Балтийского флота и начала работу в 1734 году. Задуманная для строительства кораблей низших рангов — 54-пушечных кораблей, она уже в 1737 году начала строительство 66-пушечных кораблей, а с 1783 года в Архангельске начали строить и 74-пушечные суда. За период царствования Анны Иоанновны в Архангельске было построено 52,6 % всех кораблей Балтийского флота, при Елизавете Петровне — 64,1 %. За период 1731—1799 годов в Петербурге (с Кронштадтом) было построено 55 кораблей, а в Архангельске — 100.

#### Бироновщина

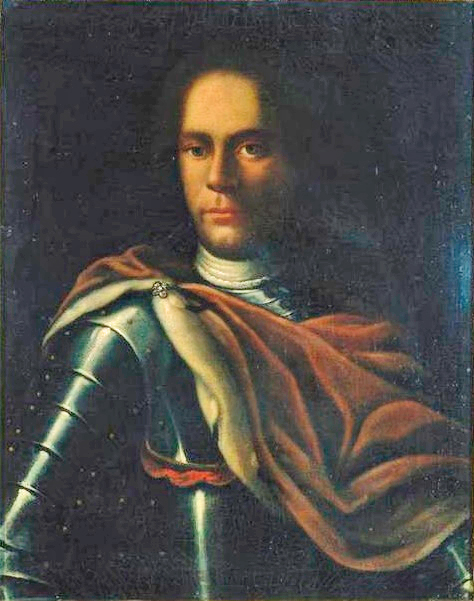
Артемий Волынский — глава придворной «антибироновской партии»

В 1730 году учреждена Канцелярия тайных разыскных дел, сменившая уничтоженный при Петре II Преображенский приказ. В короткий срок она набрала чрезвычайную силу и вскоре сделалась своеобразным символом эпохи. Анна постоянно боялась заговоров, угрожавших её правлению, поэтому злоупотребления этого ведомства были огромны. Двусмысленного слова или превратно понятого жеста часто было достаточно для того, чтобы угодить в застенок, а то и вовсе бесследно исчезнуть, возродился с «допетровских времён» призыв «Слово и дело». Всех сосланных при Анне в Сибирь считалось свыше 20 тысяч человек, впервые Камчатка стала местом ссылок; из них более 5 тысяч было таких, о которых нельзя было сыскать никакого следа, так как зачастую ссылали без всякой записи в надлежащем месте и с переменой имён ссыльных, зачастую сами ссыльные не могли ничего сказать о своём прошлом, так как продолжительное время под пытками им внушали чужие имена, например: «Я Иван родства не помню», не сообщая о том даже Тайной канцелярии. Казнённых считали до 1000 человек, не включая сюда умерших при следствии и казнённых тайно, которых было немало.
Особенный резонанс в обществе произвели расправы с вельможами — князьями Долгоруковыми и кабинет-министром Волынским. Бывшего фаворита Петра II, князя Ивана Долгорукова, колесовали в ноябре 1739 года; трём другим Долгоруковым отрубили головы. Глава рода, князь Алексей Григорьевич Долгоруков, ещё ранее умер в ссылке, в 1732 году. Волынского за дурные отзывы об императрице приговорили летом 1740 года к посажению на кол, но потом вырезали язык и просто отрубили голову.
Все злоупотребления власти при Анне Иоанновне патриотические представители российского общества XIX века стали связывать с так называемым засильем немцев при русском дворе, назвав бироновщиной. Вероятной причиной столь одиозного представления о правлении Анны Иоанновны как сумрачной эпохе засилья немцев в среде дворянских интеллигентских кругов помимо деятельности Тайной канцелярии сыграло и то, что в 1730—1740 годах правительство централизованно и очень жёстко следило за налоговыми поступлениями, применяя военно-полицейские меры вплоть до ареста помещиков, у которых имелись недоимки или же обнаруживалось расхищение собранных денег.

### Внешняя политика
...это вообще старая привычка венского министерства: как скоро что-либо идёт согласно их желанию, то они думают, что весь свет должен почитать их за оракула, но пусть он будет уверенным, что они ошибаются, если думают так обходиться с Россиею; прежде всего известно, что могущество и сила России так велики, как Римский император воображает (конечно, ошибочно) о себе, но в этой войне мы также не будем их просить. Если они желают заявить свету, что в них есть чувство признательности, которую они нам должны высказать, то могут воспользоваться настоящим случаем. Мы и одни всегда справимся.
В правление императрицы Анны были сформированы новые гвардейские полки — Лейб-гвардии Измайловский (инфантерия) и Лейб-гвардии Конный (кавалерия).
Внешняя политика в общем продолжала традиции Петра I.
В 1730-х годах началась война за польское наследство. В 1733 году умер король Август II, и в стране началось бескоролевье. Франции удалось поставить своего ставленника — Станислава Лещинского. Для России это могло стать серьёзной проблемой, так как Франция создала бы блок государств вдоль границ России в составе Речи Посполитой, Швеции и Османской империи. Поэтому, когда сын Августа II Август III обратился к России, Австрии и Пруссии с «Декларацией благожелательных», в которой просил защитить польскую «форму правления» от вмешательства Франции, это дало повод для войны (1733—1735). Французский флот был разбит в Гданьске (Данциг). Лещинский бежал на французском корабле, Август III стал королём Польши.
Французская дипломатия ещё во время войны, с целью ослабления усилий России на Западе, пыталась разжечь русско-турецкий конфликт. Но переговоры с турками не дали желаемых результатов, так как Порта вела войну с Ираном. Однако в 1735 году война с Турцией всё же началась из-за следовавшего на Кавказ и нарушившего границы 20-тысячного татарского войска. Российская дипломатия, зная об агрессивных намерениях Порты, попыталась заручиться дружеской поддержкой Ирана. С этой целью Ирану были переданы бывшие иранские владения вдоль западного и южного берегов Каспийского моря (Рештский договор и Гянджинский договор).
Россия, коль счастлива ты

Под сильным Анниным покровом!

Какие видишь красоты

При сем торжествованьи новом!

Военных не страшися бед:

Бежит оттуду бранный вред,

Народ где Анну прославляет.

Пусть злобна зависть яд свой льёт,

Пусть свой язык, ярясь, грызёт;

То наша радость презирает.
Осенью 1735 года 40-тысячный корпус генерала М. И. Леонтьева, не достигнув Перекопа, повернул обратно. В 1736 году войска под командованием Миниха взяли штурмом Перекоп и заняли столицу ханства Бахчисарай, но, потеряв почти половину армии в результате болезней, Миних поспешно покинул Крым. Летом 1736 года крепость Азов успешно взята русскими. В 1737 году удалось взять крепость Очаков. В 1736—1738 годах было разгромлено Крымское ханство.
По инициативе султанского двора в 1737 году в Немирове состоялся конгресс о мирном урегулировании конфликта с участием русских, австрийцев и османов. Переговоры не привели к миру, и военные действия возобновились.
В 1739 году русские войска разбили осман под Ставучанами и овладели крепостью Хотин. Но в том же году австрийцы терпят одно поражение за другим и идут на заключение сепаратного мира с Портой. В сентябре 1739 года подписан мирный договор между Россией и Портой. По Белградскому договору Россия получила Азов без права держать флот, к России отошла небольшая территория на Правобережной Украине; Большая и Малая Кабарда на Северном Кавказе и значительная территория к югу от Азова были признаны «барьером между двумя империями».
В 1731—1732 годах объявлен протекторат над казахским Младшим жузом.

## Внешность и характер

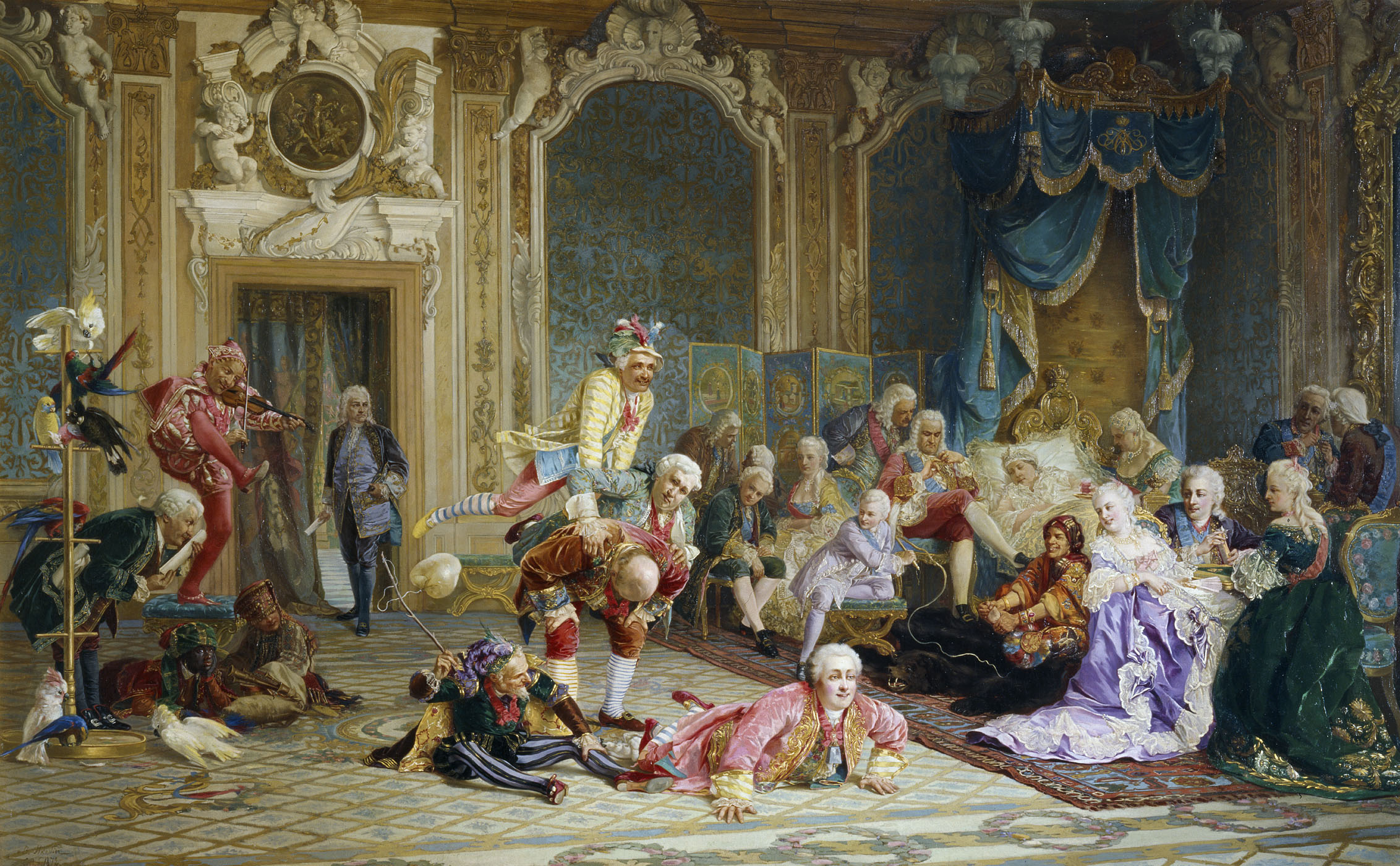
Шуты в спальне Анны Иоанновны (Якоби В. И., 1872 год)

Судя по сохранившейся переписке, Анна Иоанновна представляла собой классический тип барыни-помещицы. Она любила быть в курсе всех сплетен, личной жизни подданных, собирала вокруг себя много шутов и болтушек, которые потешали её. В письме к одной особе она пишет: «Ты знаешь наш нрав, что мы таких жалуем, которые были бы лет по сороку и так же говорливы, как та Новокщёнова». Императрица была суеверна, забавлялась стрельбой по птицам (причём, судя по отзывам современников и иностранных дипломатов, стреляла очень метко, что для русской женщины того времени необычно), любила яркие наряды. Государственная политика определялась узкой группой доверенных лиц, среди которых шла ожесточённая борьба за милость государыни.

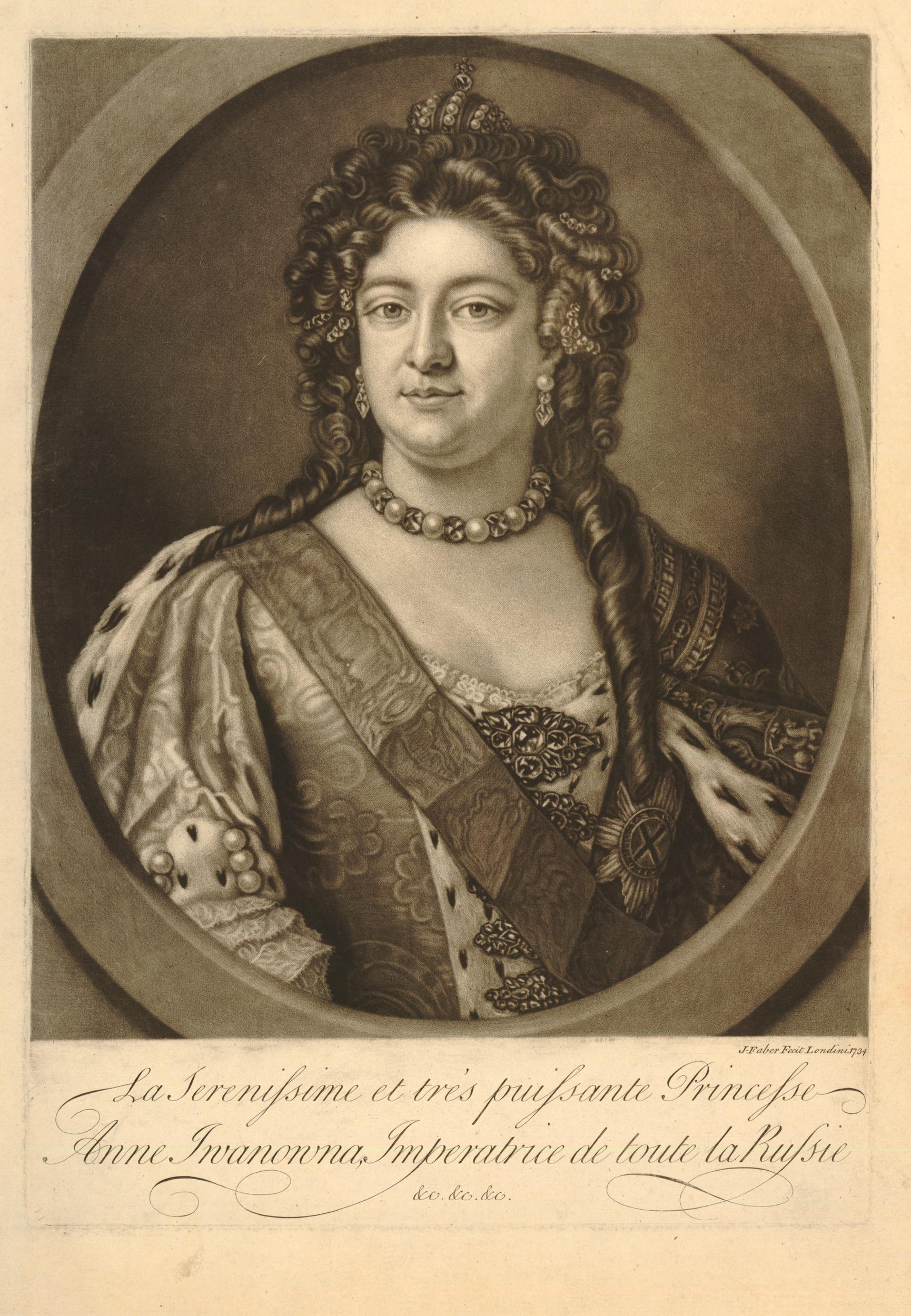
Гравированный портрет Анны Иоанновны работы голландского мастера Джона Фабера Младшего 1734 г.

Правление Анны Иоанновны ознаменовалось огромными расходами на увеселительные мероприятия, проведение балов и содержание двора, при ней впервые появляется ледовый городок со слонами у входа, из хоботов которых фонтаном струится горящая нефть, позже при проведении шутовской свадьбы её придворного шута князя М. А. Голицына с А. И. Бужениновой молодожёны брачную ночь провели в ледяном доме.
Леди Джейн Рондо (Jane Rondeau), супруга английского посланника при российском дворе, так описала Анну Иоанновну в 1733 году:

Она почти моего росту, но несколько толще, со стройным станом, смуглым, весёлым и приятным лицом, чёрными волосами и голубыми глазами. В телодвижениях показывает какую-то торжественность, которая вас поразит при первом взгляде, но когда она говорит, на устах играет улыбка, которая чрезвычайно приятна. Она говорит много со всеми и с такою ласковостью, что кажется, будто вы говорите с кем-то равным. Впрочем, она ни на одну минуту не теряет достоинства монархини; кажется, что она очень милостива, и думаю, что её бы назвали приятною и тонкою женщиною, если б она была частным лицом. Сестра императрицы, герцогиня Мекленбургская, имеет нежное выражение лица, хорошее телосложение, волосы и глаза чёрные, но мала ростом, толста и не может назваться красавицею; нрава весёлого и одарена сатирическим взглядом. Обе сестры говорят только по-русски и могут понимать по-немецки.

Весьма деликатен в своём описании императрицы испанский дипломат герцог де Лириа:

Императрица Анна... толста, смугловата, и лицо у неё более мужское, нежели женское. В обхождении она приятна, ласкова и чрезвычайно внимательна. Щедра до расточительности, любит пышность до чрезмерности, отчего двор её великолепием превосходит все прочие европейские. Она строго наблюдает повиновение к себе и желает знать всё, что делается в её государстве; не забывает услуг, ей оказанных; но вместе с тем хорошо помнит и нанесённые ей оскорбления. Словом, я могу сказать, что она совершенная государыня, достойная долголетнего царствования.
— Герцог Лирийский. Записки о пребывании при Императорском Российском дворе в звании посла короля Испанского // Россия XVIII в. глазами иностранцев. — Л., 1989. — С. 247.

## Окончание царствования

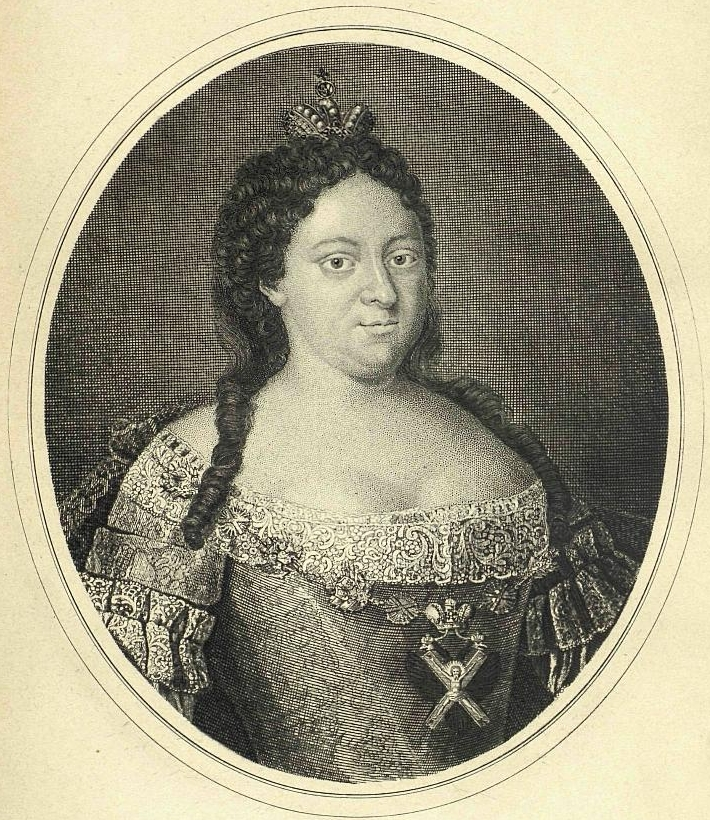
Анна Иоанновна. Гравюра Ивана Соколова, 1740

В 1732 году Анна Иоанновна объявила, что трон наследует потомок по мужской линии её племянницы Елизаветы-Екатерины-Христины, дочери Екатерины Иоанновны, герцогини мекленбургской. Екатерина, родная сестра Анны Иоанновны, была выдана Петром I замуж за мекленбургского герцога Карла-Леопольда, но в 1722 году с дочерью удалилась от мужа в Россию. Анна Иоанновна следила за племянницей, получившей после крещения в православие имя Анны Леопольдовны, как за своей собственной дочерью, особенно после смерти в 1733 году Екатерины Иоанновны.
В июле 1739 году Анну Леопольдовну выдали замуж за герцога брауншвейгского Антона-Ульриха, и в августе 1740 года у пары родился сын Иоанн Антонович.
5 (16) октября 1740 года Анна Иоанновна села обедать с Бироном. Вдруг ей стало дурно, она упала без чувств. Болезнь признали опасной. Среди высших сановников начались совещания. Вопрос о престолонаследии был давно решён, своим преемником императрица назвала двухмесячного Иоанна Антоновича. Оставалось решить, кто будет регентом до его совершеннолетия, и Бирону удалось собрать голоса в свою пользу.
16 (27) октября с больной императрицей сделался припадок, предвещавший скорую кончину. Анна Иоанновна приказала позвать Остермана и Бирона. В их присутствии она подписала обе бумаги — о наследстве после неё Иоанна Антоновича и о регентстве Бирона.
В 9 часов вечера 17 (28) октября 1740 года Анна Иоанновна скончалась на 48-м году жизни. Врачи причиной смерти объявили подагру в соединении с мочекаменной болезнью: Остерман рассказал Шетарди, что в правой почке императрицы был найден камень в форме коралла размером с большой палец и много других поменьше. Похоронили её в Петропавловском соборе в Петербурге.
|  |  |

## В искусстве

### В литературе
- Пикуль В. С. «Слово и дело», «Солдат Василий Михайлов»
- Волконский М. Н. «Князь Никита Фёдорович»
- Раковский Л. И. «Изумлённый капитан»
- Михаил Осоргин «Карлица Катька»
- Коронационный альбом Анны Иоановны
- Авенариус В. П. Два регентства. Бироновщина. Истор. романы. — М.: Дет. лит-ра, 1992. — 381 с.
- Томсинов В. А. Междуцарствие 1730 года в России и восшествие Анны Иоанновны на императорский престол // Законодательство императрицы Анны Иоанновны / Составитель и автор вступительных статей В. А. Томсинов. М.: Зерцало, 2009. С. XV-XL.
- Томсинов В. А. Законодательство императрицы Анны Иоанновны: комментарии // Там же. С. XLI—L.
- Лажечников И. И. Ледяной дом. — М.: Московский рабочий, 1980. — 320 с.
- Нагибин Ю. М. Квасник и Буженинова // «Вслед подвигам Петровым». Век XVIII. — М.: Молодая гвардия, 1988. — С. 253—337. — (История Отечества в романах, повестях, документах).
- Петров М. Т. Румянцев-Задунайский. — Саранск: Мордовское книжное изд-во, 1984. — 416 с.
- Томилин-Бразоль А. Н. Жизнь и смерть Фёдора Соймонова, доблестнаго флота служителя, до наук охотника, сочинённые через труд и рачение Автором во Граде Святаго Петра в 1984—1989 годах. Роман-эссе. — Л.: Советский писатель, 1991. — 544 с.

### Фильмография
- 1970 — «Баллада о Беринге и его друзьях» — Нонна Мордюкова
- 1983 — «Демидовы». 2 серия. — Лидия Федосеева-Шукшина
- 1986 — «Михайло Ломоносов». Многосерийный фильм. — Мария Полицеймако
- 2001 — «Тайны дворцовых переворотов. Россия, XVIII век. Фильм 2. Завещание императрицы». — Нина Русланова
- 2001 — «Тайны дворцовых переворотов. Россия, XVIII век. Фильм 5. Вторая невеста императора». — Нина Русланова
- 2003 — «Тайны дворцовых переворотов. Россия, XVIII век. Фильм 6. Смерть юного императора». — Нина Русланова
- 2003 — «Российская Империя. Серия 3. Анна Иоанновна, Елизавета Петровна».
- 2008 — «Тайны дворцовых переворотов. Россия, XVIII век. Фильм 7. Виват, Анна!» — Инна Чурикова
- 2011 — «Тайны дворцовых переворотов. Россия, XVIII век. Фильм 8. Охота на принцессу». — Наталья Егорова
- 2013 — «Романовы». 1 сезон 4 серия. Анна Иоановна и Пётр II". — Юлия Полынская
- 2021 — «Елизавета». с 9-й серии 1 сезона — Светлана Смирнова-Кацагаджиева
- 2023 — «Императрицы» — Анна Уколова

## Факты
- Память об императрице сохранилась в названии двух оборонительных сооружений — Вал Анны Иоанновны около Волгограда и Аннинские укрепления в Выборге.
- В свите императрицы состояла некоторое время первая в истории Речи Посполитой женщина-врач Саломея Регина Русецкая.
- Вопреки расхожему мнению, Анна Иоанновна не уничтожила кондиции тайного совета, а просто «изорвала» их. В настоящий момент документ хранится в РГАДА (Ф. 3. Оп. 1. Д. 6. Л. 12а-12б).
- Принадлежавшие Анне Иоановне карета и садовая коляска представлены сейчас в экспозиции Оружейной палаты (зал 9)[99].